# Batszeba w kąpieli
Batszeba w kąpieli lub Batszeba z listem króla Dawida – obraz Rembrandta Harmenszona van Rijn namalowany w 1654 roku. Przypuszcza się, iż do starotestamentowej postaci Batszeby malarzowi pozowała jego konkubina, Hendrickje Stoffels. Płótno znajdowało się w kolekcji doktora Louisa La Caze, który w 1869 ofiarował je paryskiemu Luwrowi, w którym dzieło znajduje się do dziś.

## Opis i analiza
Obraz, namalowany techniką olejną na płótnie w formie regularnego kwadratu o bokach 142 cm, jest sygnowany i datowany REMBRANDT F. 1654. Ukazuje nagą kobietę z naszyjnikiem na szyi i bransoletą na prawym ramieniu; włosy ma związane wstążkami i koralami. Siedzi na brzegu łoża przykrytego fałdami tkanin: jedwabnym kocem i bawełnianym ręcznikiem. Tytułowa kąpiel miała już miejsce, co poświadcza biały ręcznik, który kobieta dotyka lewą ręką. Przed Batszebą klęczy starsza kobieta, wycierająca stopy przyszłej królowej, ubrana w ciemny płaszcz i chustę, dodatkowo przykrytą kapeluszem. Spoglądająca w dal Batszeba trzyma w ręce list. Kolorystyka dzieła oscyluje między intensywnymi żółciami a mrocznymi brązami, typowymi dla chiaroscuro Rembrandta.
Dzieło to jest jednym z kilku przykładów kobiecego aktu malowanego przez Rembrandta, przy czym nie jest bynajmniej samodzielnym tematem, obraz jest bowiem ilustracją wątku ze Starego Testamentu, który zapisany jest w 2 Księdze Samuela (II Sam 11, 2-17). Bohaterką tego fragmentu jest Batszeba, żona Uriasza Hetyty. Kiedy jej mąż z polecenia Joaba brał udział w oblężeniu ammonickiej twierdzy Rabba, Batszeba dopuściła się cudzołóstwa z królem Dawidem. Związek ten rozpoczął się, gdy Dawid dostrzegł kąpiącą się nagą Batszebę. Zauroczony nią władca wręczył jej list miłosny. Później, na wieść o tym, iż kobieta nosi w łonie jego dziecko, Dawid polecił zabić Uriasza, by poślubić Batszebę.
Rembrandt ukazał Batszebę w momencie wewnętrznego rozdarcia pomiędzy obowiązkiem wierności mężowi a pożądaniem króla Dawida. Za pomocą wyszukanych gestów Rembrandt ilustruje stan wewnętrznej rozterki Batszeby, która z poważnym spojrzeniem spogląda na Dawida, a opuszczona ręka z listem oznaczają jej udrękę i niepewność. Na jej twarzy widać mieszane uczucia, zarówno wyrzuty sumienia, jak i rozmarzenie na myśl o życiu u boku przyszłego męża.
To biblijne wydarzenie jest aluzją do Hendrickje Stoffels, ukochanej Rembrandta, która za życie w konkubinacie została objęta ekskomuniką wydaną przez kościelny trybunał. Artysta miał na myśl dylemat, przed którym stanęła Hendrickje, wybierając pomiędzy życiem zgodnym z kościelnym prawem a związkiem z Rembrandtem.